# Carles Joan Maluquer de Motes i Bernet
Carles Joan Maluquer de Motes i Bernet (castellà: Carlos Juan Maluquer de Motes Bernet)  (Barcelona, 1948 - 2010) fou un jurista català, docent i investigador universitari, especialista en Dret Civil, amb especial dedicació al Dret Civil de Catalunya i a la protecció jurídica dels consumidors.

## Biografia
Fou fill de l'il·lustre prehistoriador Juan Maluquer de Motes i Nicolau i de Maria Bernet i Ribera. Germà de l'historiador de l'economia Jordi Maluquer de Motes i Bernet.
Va llicenciar-se en Dret per la Universitat de Barcelona el 1971. L'any 1978, fou guardonat amb el Premi Extraordinari de Doctorat per la seva tesi sobre la figura de la fundació, de la qual s'erigí en veritable especialista. Guanyà la Càtedra de Dret Civil a la mateixa universitat el 1988, inicialment formant part de l'Estudi General a Lleida i, més tard, el 1991, a la mateixa Facultat de Dret de la Universitat de Barcelona, quan la Universitat de Lleida esdevingué independent. Aquest fet li permeté formar investigadors i deixar amics i deixebles, continuadors del seu mestratge, en ambdues institucions.
Gran investigador del Dret Civil català, fou autor i director de nombrosos articles, llibres, obres de divulgació i manuals universitaris de referència. Destaquen: Derecho de familia: analisis desde el derecho catalán (2000), Introducció al Dret (1995), Derecho de la persona y negocio juridico (1993), Dret Civil Català (1993), Los conceptos de "sustancia", "forma" y "destino" de las cosas en el Código civil (1992), Introducción al Derecho Privado de Cataluña (1985) i La fundación como persona jurídica en la Codificación civil: de vinculación a persona (Estudio de un proceso) (1983), treball que presentà com a tesi doctoral.
L'any 1998 fou nomenat president de la Junta Arbitral de Consum de Catalunya, càrrec que mantingué fins a la seva mort i des d'on impulsà la defensa dels drets dels consumidors, una altra de les activitats a las que es va lliurar amb intensitat tant des de l'àmbit institucional com des de la recerca i la divulgació.
Va morir el 10 de juny de 2010, als seixanta-un anys.

## Obra
- La fundación como persona jurídica en la Codificación civil: de vinculación a persona (Estudio de un proceso). Servei de Publicacions de la Universitat de Barcelona, 1983.
- Introducción al Derecho Privado de Cataluña Ed. ARIEL. Barcelona, 1985.
- Los conceptos de "sustancia", "forma" y "destino" de las cosas en el Código civil. Ed. CIVITAS. Madrid, 1992.
- Dret Civil Català. Ed. ARIEL. Barcelona, 1993.
- Derecho de la persona y negocio juridico. Bosch, Casa Editorial. Barcelona, 1993.
- Introducció al Dret. Universitat Oberta de Catalunya. Barcelona, 1995.